# Road course ringer
Road course ringer (o road course specialist) è un termine, traducibile in lingua italiana come specialista delle corse su strada, che viene usato per descrivere un pilota assunto da un team della NASCAR o della IndyCar Series per correre una competizione su circuito non ovale (ad esempio Infineon Raceway, Watkins Glen International, Autodromo Hermanos Rodríguez, o il Circuit Gilles Villeneuve).
Ciò solitamente accade quando il pilota ufficiale è inesperto delle corse che non si disputino sui classici circuiti ovali che caratterizzano le competizioni delle due serie automobilistiche, o se il pilota ufficiale sta avendo una brutta stagione e la squadra ha bisogno di migliori risultati. I road course ringers hanno gareggiato anche in campionati composti principalmente da prove dello stesso tipo, come ad esempio le Trans-Am.

## Famosi road course ringers
- Ron Fellows
- Boris Said
- Scott Pruett (sebbene abbia corso full-time la stagione 2000, conquistando pole position e vittorie su piste ovali)
- Brian Simo
- Robby Gordon
- Mark Donohue
- Tommy Kendall
- Dan Gurney
- Terry Labonte